# Morecambe Football Club
 (juin 2021).
Si vous disposez d'ouvrages ou d'articles de référence ou si vous connaissez des sites web de qualité traitant du thème abordé ici, merci de compléter l'article en donnant les références utiles à sa vérifiabilité et en les liant à la section « Notes et références ».
Maillots
Actualités
Le Morecambe Football Club est un club de football anglais basé à Morecambe. 
Le club évolue de la saison 2007-2008 à la saison 2020-2021 en EFL League Two (quatrième division anglaise).
Le club évolue pour la saison 2021-2022 en EFL League One (troisième division anglaise).
A l'issue de la saison 2022-23, le club est relégué en Football League Two (quatrième division)
A l'issue de la saison 2024-25, le club est relégué en National League (cinquième division)

## Histoire du club
Le club a été fondé le 7 mai 1920 sous le nom de Morecambe FC après une réunion à l’hôtel West View. Le club a ensuite pris sa place dans la Lancashire Combination pour la saison 1920-1921. Le club remporte son premier succès lors de la saison 1924-1925 face à son ancien rival Chorley devant 30 000 spectateurs.

### 2005-2011: Sammy Mc Ilroy
En novembre 2005, Jim Harvay est victime d'une crise cardiaque lors d'un match de championnat à Christie Park contre Cambridge United. Le club a rapidement annoncé la nomination d'un manager par intérim, Sammy McIlroy, un ami de longue date d'Harvey. Harvey a été limogé par le club et McIlroy a été nommé manager permanent avec Mark Lillis comme assistant. Cela a provoqué une querelle entre les amis de longue date Harvey et McIlroy qui n'a pas été réconciliée à ce jour. La saison suivante, Morecambe a été promu dans la English Football League pour la première fois de son histoire après avoir remporté la finale des éliminatoires de la Conférence, battant Exeter City 2-1 à Wembley le 20 mai 2007, devant plus de 40 000 fans qui ont suivi sa victoire en demi-finale contre York City.

### 2011-2019: Jim Bentley
Le 13 mai 2011, Bentley a été nommé entraîneur pour un contrat de deux ans en tant que joueur-entraîneur. Son premier match en tant que manager professionnel a été une défaite 1-0 à domicile contre Barnet. Les Shrimps ont ensuite remporté une série de quatre victoires dans toutes les compétitions, dont une victoire 2-0 sur Barnsley en Coupe de la ligue. 

### 2019-2021: Derek Adams

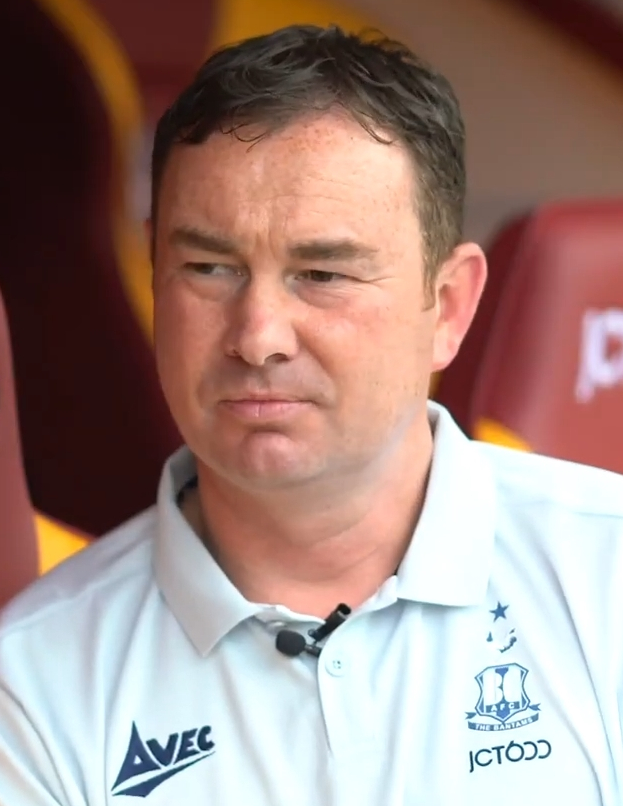
Manager Derek Adams De Morecambe Football Club

Le 7 novembre 2019, Morecambe a nommé Derek Adams au poste de directeur, lui signant un contrat de deux ans et demi. Le reste de la saison, écourtée par la pandémie de Covid-19, a vu les Shrimps terminer 22e après 37 matchs joués, encore assez pour éviter la relégation. 
La saison 2020-2021 s'est avérée être une année record. Entre autres événements, la saison a vu le club affronter deux équipes de Premier League dans diverses compétitions de coupe, s'inclinant face au Newcastle United au troisième tour de la Coupe EFL et au Chelsea FC au troisième tour de la FA Cup à Stamford Bridge ; ce dernier a égalé sa plus longue course en FA Cup depuis le début des années 2000. Le club a également connu le succès dans la ligue, se qualifiant pour les play off de la EFL League Two avec 78 points, assez bon pour la quatrième place de la ligue; ils ont raté la promotion automatique d'un seul point. Après une victoire globale de 3 à 2 sur Tranmere Rovers FC en demi-finale, le club a disputé la finale des barrages de la EFL League Two pour la première fois de son histoire, où il a affronté Newport County AFC. Le 31 mai 2021, Morecambe a battu Newport 1-0 en finale à Wembley après que Carlos Mendes Gomes ait converti un penalty à la 107e minute, remportant la promotion de l'équipe en EFL League One, le troisième niveau du football anglais, pour la première fois de son l'histoire.
Adams a démissionné trois jours plus tard, le club déclarant qu'il était parti "pour poursuivre une opportunité ailleurs".  Cela s'est avéré être le travail de gestion à Bradford City .

### 2021-2022: Stephen Robinson
Le 7 juin, le club a annoncé que l'ancien entraîneur du Motherwell FC, Stephen Robinson , prendrait la relève en tant qu'entraîneur pour la première saison du club en EFL League One.  Cependant, avec 32 matchs joués dans la saison, Robinson est parti pour prendre la relève au club écossais St. Mirren. 

### 2022-2023: Derek Adams
Après un match avec l'ancien gardien de but et entraîneur des gardiens de but Barry Roche en tant que directeur intérimaire, Adams est revenu en tant que directeur du club sur un accord qui durera jusqu'en juin 2023.mais le 7 mai 2023, Morecambe a été relégué après avoir été battu par Exeter City  et jouera en League Two en 2023-2024.

### 2023-2024: Ged Brannan
La saison 2023-2024 du Morecambe FC commence sous la direction de Derek Adams, le 20 novembre 2023 il quitte le club il est remplacé par Ged Brannan à l'issue de cette saison le club réussit à atteindre encore une fois le 3e tour de la FA CUP mais une défaite 2-0 contre Swansea City à Liberty Stadium met fin à son parcours en FA CUP. En avril 2024, Brannan quitte le club en difficulté financière, en juin Derek Adams revient au club pour un troisième mandat.

### 2024-2025: crise financière
Le club en difficulté financière sera relégué en cinquième division en terminant à la dernière place de League Two.

### 2025-2026
En raison de la situation chaotique, le club est suspendu du championnat tant qu'il n'aura pas réglé ses dettes et présenté des garanties, ses trois premières journées sont reportés.

## Palmarès et records
- EFL League Two:
  - Vainqueur des play-off 2021.
- Conference nationale : 
  - Vainqueur des play-off 2007.
- FA Trophy :
  - Vainqueur 1974.
- Première ligue du nord :
  - Finaliste (promu) 1994-1995 .
- Lancashire Combination :
  - Vainqueur (5) : 1924-1925 ; 1961-1962 ; 1962-1963 ; 1966-1967 ; 1967-1968 .
- Northerm Premier league Presidents cup :
  - Vainqueur 1992 .
- Lancashire senior cup :
  - Vainqueur 1968 .
- Lancashire FA Challenge trophy :
  - vainqueur (11) : 1926 ; 1927 ; 1962 ; 1963 ; 1969 ; 1986 ; 1987 ; 1994 ; 1996 ; 1999 ; 2004 .
- FA Cup :
  - Troisième tour (1/32 de finale) 2021 : Tottenham Hotspur 3-1 Morecambe.
- Carabao Cup :
  - Troisième tour (1/16 de finale) 2022 : MK Dons 2-0 Morecambe.
- EFL Trophy :
  - Deuxième tour (1/32 de finale) 2022 : Lincoln City 1–1 (4–3p) Morecambe.

### Bilan saison par saison
| SAISON    | I | II | III | IV | V | PTS | V  | N  | D  | B.P | B.C | DIFF |
| --------- | - | -- | --- | -- | - | --- | -- | -- | -- | --- | --- | ---- |
| 2024-2025 |   |    |     | 24 |   |     |    |    |    |     |     |      |
| 2023-2024 |   |    |     | 15 |   |     |    |    |    |     |     |      |
| 2022-2023 |   |    | 22  |    |   | 44  | 10 | 14 | 22 | 47  | 78  | -31  |
| 2021-2022 |   |    | 19  |    |   | 42  | 10 | 12 | 24 | 57  | 88  | -31  |
| 2020-2021 |   |    |     | 4  |   | 78  | 23 | 9  | 14 | 69  | 58  | +11  |
| 2019-2020 |   |    |     | 22 |   | 32  | 7  | 11 | 19 | 35  | 60  | -25  |
| 2018-2019 |   |    |     | 18 |   | 54  | 14 | 12 | 20 | 54  | 70  | -16  |
| 2017-2018 |   |    |     | 22 |   | 46  | 9  | 19 | 18 | 41  | 56  | -15  |
| 2016-2017 |   |    |     | 18 |   | 52  | 14 | 10 | 22 | 53  | 73  | -20  |
| 2015-2016 |   |    |     | 21 |   | 46  | 12 | 10 | 24 | 69  | 91  | -22  |
| 2014-2015 |   |    |     | 11 |   | 63  | 17 | 12 | 17 | 53  | 52  | +1   |
| 2013-2014 |   |    |     | 18 |   | 54  | 13 | 15 | 18 | 52  | 64  | -12  |
| 2012-2013 |   |    |     | 16 |   | 58  | 15 | 13 | 18 | 55  | 61  | -6   |
| 2011-2012 |   |    |     | 15 |   | 56  | 14 | 14 | 18 | 63  | 57  | +6   |
| 2010-2011 |   |    |     | 20 |   | 51  | 13 | 12 | 21 | 54  | 73  | -19  |
| 2009-2010 |   |    |     | 4  |   | 73  | 20 | 13 | 13 | 73  | 64  | +9   |
| 2008-2009 |   |    |     | 11 |   | 63  | 15 | 18 | 13 | 53  | 56  | -3   |
| 2007-2008 |   |    |     | 11 |   | 60  | 16 | 12 | 18 | 59  | 63  | -4   |
| 2006-2007 |   |    |     |    | 3 | 81  | 33 | 12 | 11 | 64  | 46  | +18  |
| 2005-2006 |   |    |     |    | 5 | 74  | 22 | 8  | 12 | 68  | 41  | +27  |

## Structure du club
Morecambe FC a joué de 1921 a 2010 dans le stade Christie park et depuis 2010 il joue dans le Globe Arena .

### Christie Park

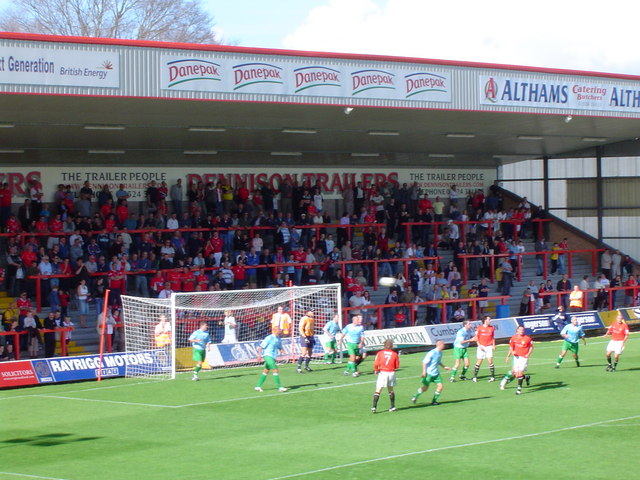
Christie park

Christie Park était le domicile du Morecambe FC situé dans le Lancashire.
Le Christie Park avait une capacité de 6 400 places . Le 17 juillet 2007, Morecambe FC a annoncé son intention de déménager dans un nouveau stade à temps pour le début de la saison 2010-11. 
Le dernier but de l'histoire à Christie Park a été marqué par David Artelle ancien défenseur central de Morecambe FC
Quelques jours après la fin de la saison 2009-10, la démolition du stade a commencé et le dégagement du site a commencé. À la mi-août 2010, la superstructure d'un nouveau supermarché Sainsbury's occupait l'endroit où se trouvait autrefois le stade .

### Globe Arena

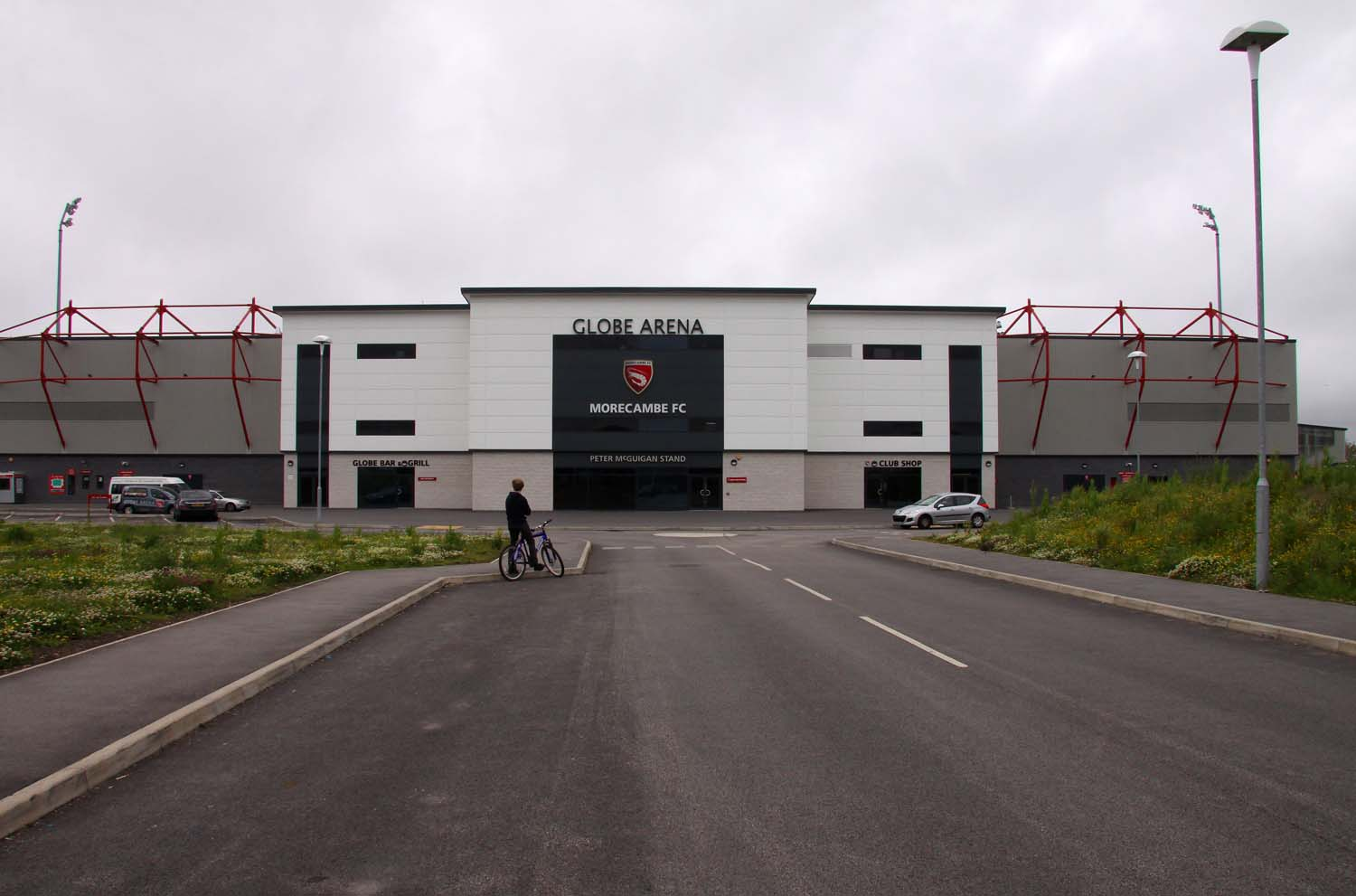
Globe Arena

Globe Arena est le stade de Morecambe FC . Le stade peut accueillir jusqu'à 6 476 supporters, avec 2 173 sièges disponibles dans la tribune principale, qui s'étend sur la longueur d'un côté du terrain. En face de la tribune principale se trouve une terrasse non couverte d'une capacité de 606 personnes, Aux deux extrémités du terrain se trouvent les tribunes domicile et extérieur, l'extrémité locale pouvant accueillir un maximum de 2 234 supporters et l'extrémité extérieure ayant une capacité de 1 389.  Dans le coin nord-est du stade se trouve la Fondation Tyson Fury, qui est répartie sur deux étages. Le bâtiment abrite également une salle de sport, qui a été achetée par Tyson Fury en août 2020.

#### Stand de Wright et Lord

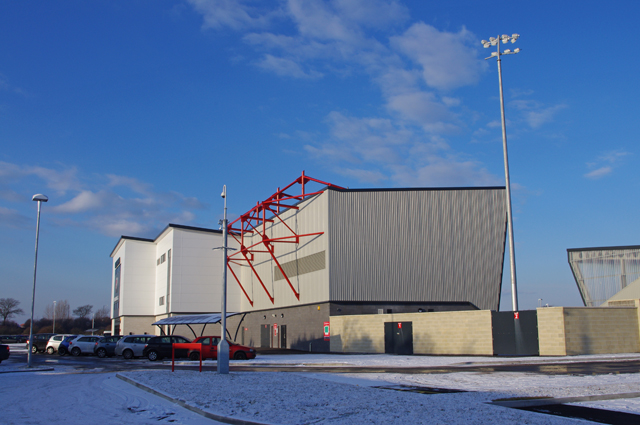
Stand Peter McGuigan

La tribune porte le nom du président Peter McGuigan, pour célébrer ses 10 ans à la tête du club, elle peut également être connue sous le nom de tribune principale et longe le côté du terrain avec 2173 sièges disponibles .

#### Bartercard Stand

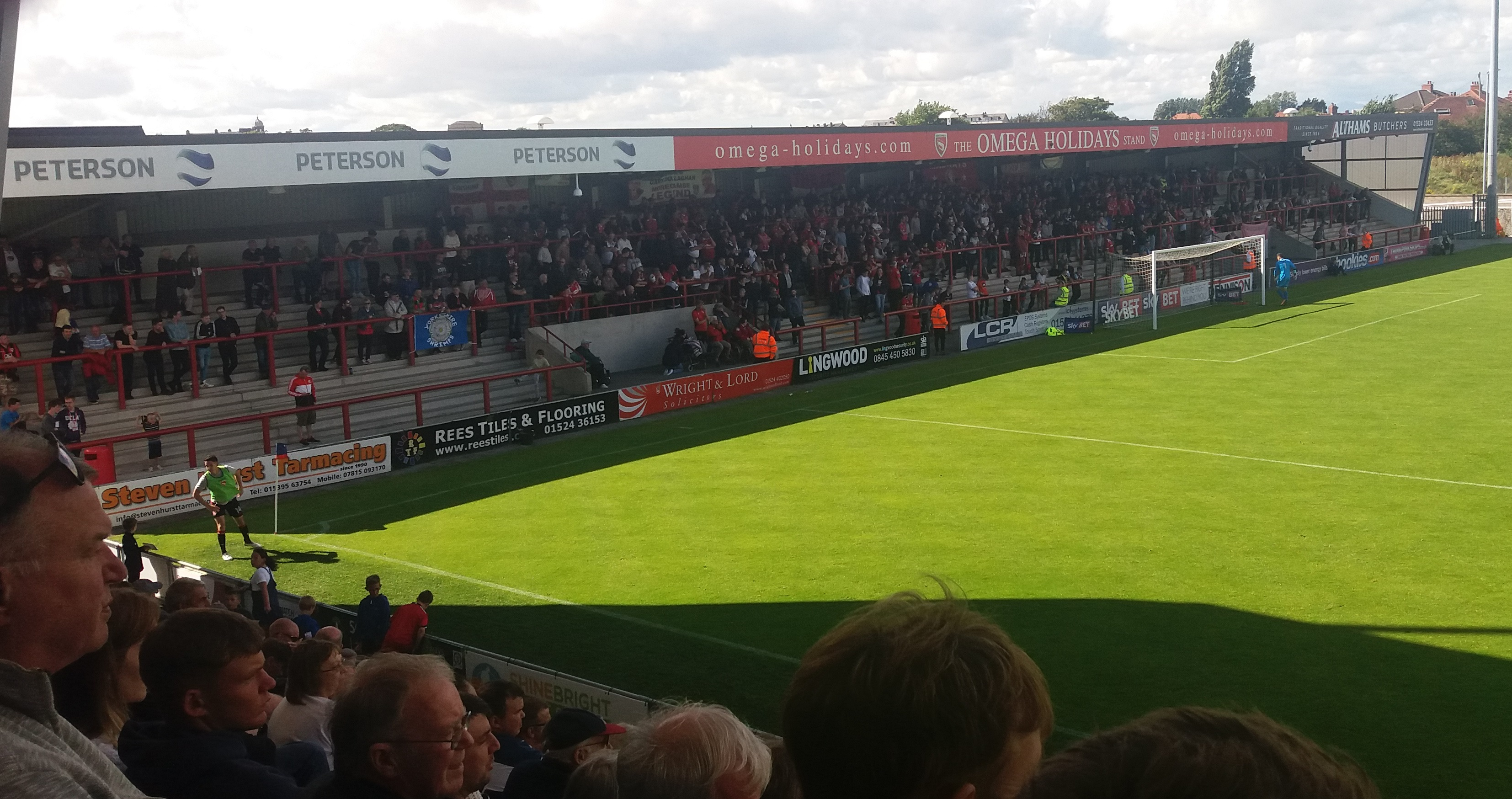
Stande Omega Holidays

Bartercard Stand est également connu sous le nom de West Stand. Elle peut accueillir 2 234 spectateurs debout à domicile et est située à l'embouchure du but à gauche. La tribune dispose d'un bar et de points de restauration à l'arrière.

#### Dennison Trailers Stand

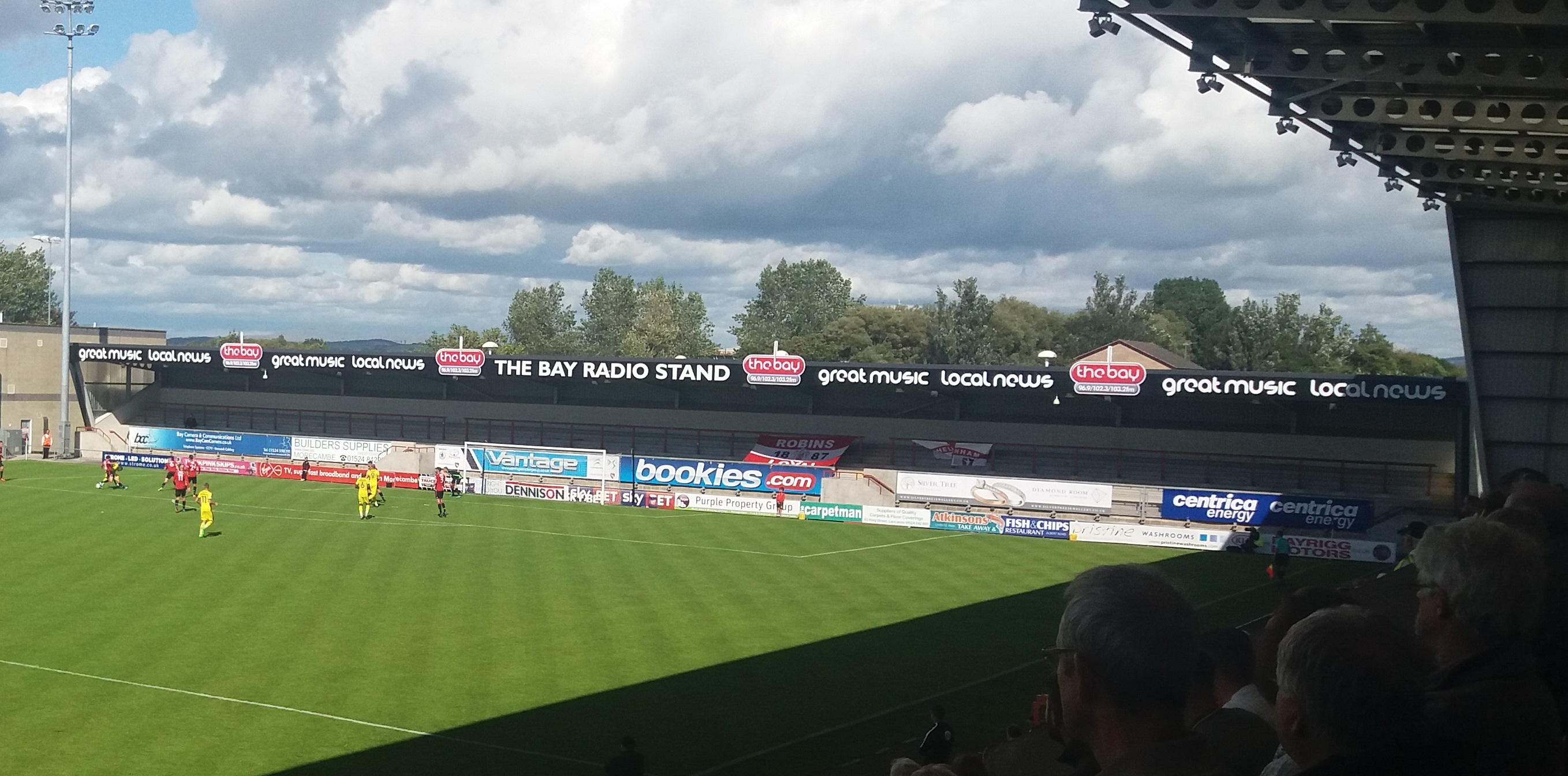
Stande Bay Radio

La tribune Dennison Trailers peut également être connu sous le nom de tribune bay radio et est située à l'extrémité droite. La tribune accueille 1 389 spectateurs debout et dispose d'un bar et de points de restauration.

#### Berlin Wall

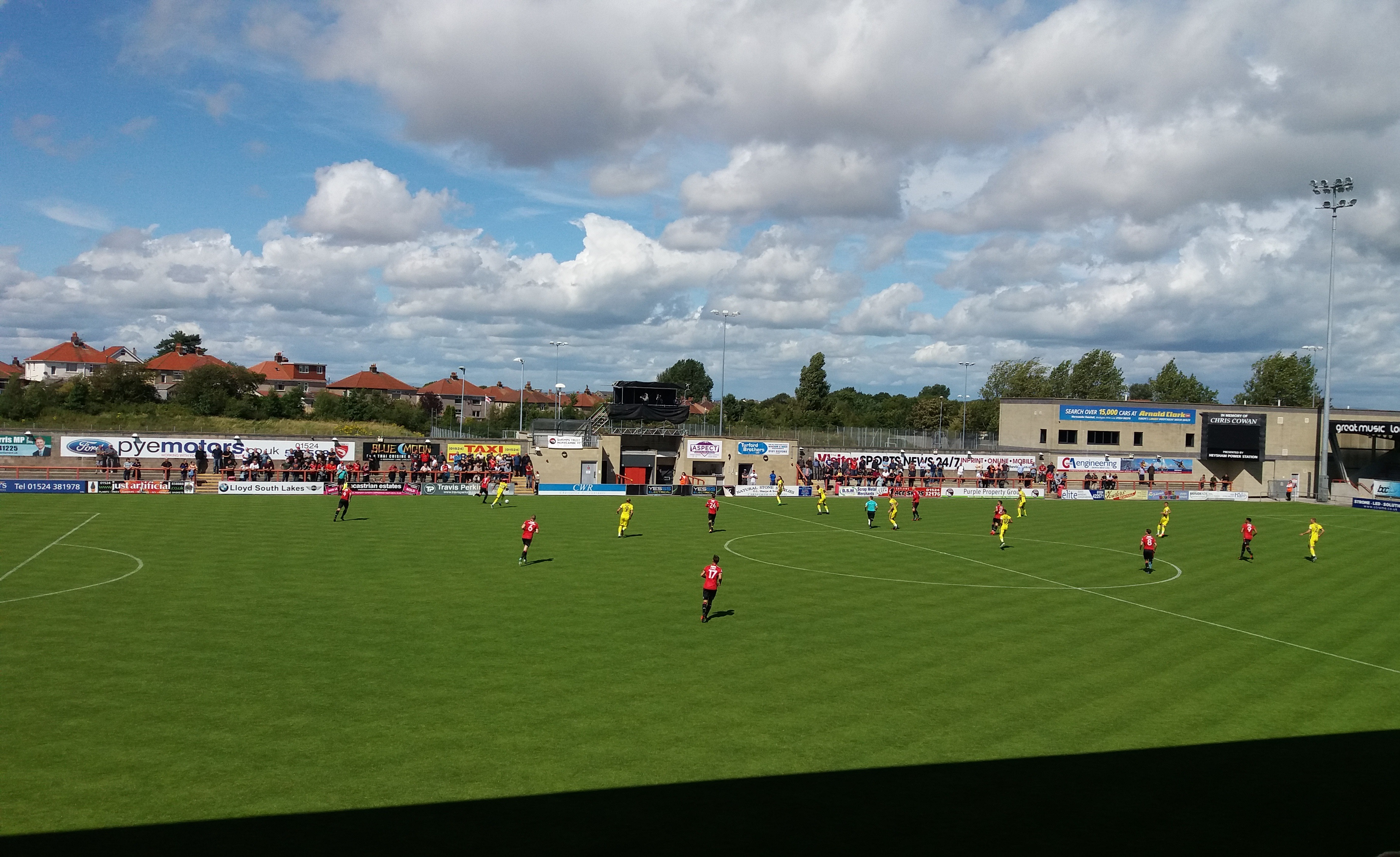
Berlin Wall Terrace

La tribune est une zone debout non couverte qui, comme la tribune Peter McGuigan, longe le côté du terrain. Elle peut accueillir 606 spectateurs à domicile et dispose d'installations de restauration. La tribune terrasse abrite également le tableau d'affichage du terrain.